# Grande Prêmio da Austrália de 2000
Resultados do Grande Prêmio da Austrália de Fórmula 1 (LXV Qantas Australian Grand Prix) realizado em Melbourne em 12 de março de 2000. Primeira etapa do campeonato, teve como vencedor o alemão Michael Schumacher, que subiu ao pódio junto a Rubens Barrichello numa dobradinha da Ferrari e com Ralf Schumacher em terceiro pela Williams-BMW.

## Resumo
- Primeira temporada de Rubens Barrichello na Ferrari e a primeira volta mais rápida na carreira do piloto brasileiro.
- Primeira corrida da Jaguar.
- Três pilotos estrearam na F-1 nesta corrida: Nick Heidfeld (Prost), Jenson Button (Williams) e Gastón Mazzacane (Minardi).
- Mika Salo terminou em 6º lugar, mas foi desclassificado por irregularidades na asa dianteira de sua Sauber.[5] Ricardo Zonta herdou a posição do piloto finlandês e marcou seu primeiro ponto na categoria.
- Primeiros pontos da equipe BAR, com Villeneuve em 4º e Zonta em 6º. Além disso, foi a primeira corrida da Honda como fornecedora oficial de motores na F-1, após ter se retirado no final de 1992.

## Classificação

### Treino classificatório
| Pos.   | Nº | Piloto                | Construtor         | Tempo    | Diferença |
| ------ | -- | --------------------- | ------------------ | -------- | --------- |
| 1      | 1  | Mika Häkkinen         | McLaren-Mercedes   | 1:30.556 | –         |
| 2      | 2  | David Coulthard       | McLaren-Mercedes   | 1:30.910 | + 0.354   |
| 3      | 3  | Michael Schumacher    | Ferrari            | 1:31.075 | + 0.519   |
| 4      | 4  | Rubens Barrichello    | Ferrari            | 1:31.102 | + 0.546   |
| 5      | 5  | Heinz-Harald Frentzen | Jorda-Mugen/Honda  | 1:31.359 | + 0.803   |
| 6      | 6  | Jarno Trulli          | Jordan-Mugen/Honda | 1:31.504 | + 0.948   |
| 7      | 7  | Eddie Irvine          | Jaguar-Cosworth    | 1:31.514 | + 0.958   |
| 8      | 22 | Jacques Villeneuve    | BAR-Honda          | 1:31.968 | + 1.412   |
| 9      | 11 | Giancarlo Fisichella  | Benetton-Playlife  | 1:31.992 | + 1.436   |
| 10     | 17 | Mika Salo             | Sauber-Petronas    | 1:32.018 | + 1.462   |
| 11     | 9  | Ralf Schumacher       | Williams-BMW       | 1:32.220 | + 1.664   |
| 12     | 18 | Pedro de la Rosa      | Arrows-Supertec    | 1:32.323 | + 1.767   |
| 13     | 19 | Jos Verstappen        | Arrows-Supertec    | 1:32.477 | + 1.921   |
| 14     | 12 | Alexander Wurz        | Benetton-Playlife  | 1:32.775 | + 2.219   |
| 15     | 15 | Nick Heidfeld         | Prost-Peugeot      | 1:33.024 | + 2.468   |
| 16     | 23 | Ricardo Zonta         | BAR-Honda          | 1:33.117 | + 2.561   |
| 17     | 14 | Jean Alesi            | Prost-Peugeot      | 1:33.197 | + 2.641   |
| 18     | 20 | Marc Gené             | Minardi-Fondmetal  | 1:33.261 | + 2.705   |
| 19     | 16 | Pedro Paulo Diniz     | Sauber-Petronas    | 1:33.378 | + 2.822   |
| 20     | 8  | Johnny Herbert        | Jaguar-Cosworth    | 1:33.638 | + 3.082   |
| 21     | 10 | Jenson Button         | Williams-BMW       | 1:33.828 | + 3.272   |
| 22     | 21 | Gastón Mazzacane      | Minardi-Fondmetal  | 1:34.705 | + 4.149   |
| Fonte: |    |                       |                    |          |           |

### Corrida
| Pos    | Nº | Piloto                | Construtor         | Voltas | Tempo           | Grid | Pontos |
| ------ | -- | --------------------- | ------------------ | ------ | --------------- | ---- | ------ |
| 1      | 3  | Michael Schumacher    | Ferrari            | 58     | 1:34'01"987     | 3    | 10     |
| 2      | 4  | Rubens Barrichello    | Ferrari            | 58     | + 11.415        | 4    | 6      |
| 3      | 9  | Ralf Schumacher       | Williams-BMW       | 58     | + 20.009        | 11   | 4      |
| 4      | 22 | Jacques Villeneuve    | BAR-Honda          | 58     | + 44.447        | 8    | 3      |
| 5      | 11 | Giancarlo Fisichella  | Benetton-Playlife  | 58     | + 45.165        | 9    | 2      |
| DSQ    | 17 | Mika Salo             | Sauber-Petronas    | 58     | Desclassificado | 10   | [ 5 ]  |
| 6      | 23 | Ricardo Zonta         | BAR-Honda          | 58     | + 46.468        | 16   | 1      |
| 7      | 12 | Alexander Wurz        | Benetton-Playlife  | 58     | + 46.915        | 14   |        |
| 8      | 20 | Marc Gené             | Minardi-Fondmetal  | 57     | + 1 volta       | 18   |        |
| 9      | 15 | Nick Heidfeld         | Prost-Peugeot      | 56     | + 2 voltas      | 16   |        |
| Ret    | 10 | Jenson Button         | Williams-BMW       | 46     | Motor           | 21   |        |
| Ret    | 16 | Pedro Paulo Diniz     | Sauber-Petronas    | 41     | Transmissão     | 19   |        |
| Ret    | 21 | Gaston Mazzacane      | Minardi-Fondmetal  | 40     | Câmbio          | 22   |        |
| Ret    | 5  | Heinz-Harald Frentzen | Jordan-Mugen/Honda | 39     | Pane hidráulica | 5    |        |
| Ret    | 6  | Jarno Trulli          | Jordan-Mugen/Honda | 35     | Motor           | 6    |        |
| Ret    | 14 | Jean Alesi            | Prost-Peugeot      | 27     | Pane hidráulica | 17   |        |
| Ret    | 1  | Mika Häkkinen         | McLaren-Mercedes   | 18     | Motor           | 1    |        |
| Ret    | 19 | Jos Verstappen        | Arrows-Supertec    | 16     | Suspensão       | 13   |        |
| Ret    | 2  | David Coulthard       | McLaren-Mercedes   | 11     | Motor           | 2    |        |
| Ret    | 18 | Pedro de La Rosa      | Arrows-Supertec    | 6      | Suspensão       | 12   |        |
| Ret    | 7  | Eddie Irvine          | Jaguar-Cosworth    | 6      | Rodou           | 7    |        |
| Ret    | 8  | Johnny Herbert        | Jaguar-Cosworth    | 1      | Embreagem       | 20   |        |
| Fonte: |    |                       |                    |        |                 |      |        |

## Tabela do campeonato após a corrida
| Pos. | Piloto               | Pontos |
| ---- | -------------------- | ------ |
| 1    | Michael Schumacher   | 10     |
| 2    | Rubens Barrichello   | 6      |
| 3    | Ralf Schumacher      | 4      |
| 4    | Jacques Villeneuve   | 3      |
| 5    | Giancarlo Fisichella | 2      |

| Pos. | Construtor        | Pontos |
| ---- | ----------------- | ------ |
| 1    | Ferrari           | 16     |
| 2    | Williams-BMW      | 4      |
| 3    | BAR-Honda         | 4      |
| 4    | Benetton-Playlife | 2      |

- Nota: Somente as primeiras cinco posições estão listadas.